# Stawianie baniek
Ten artykuł opisuje teorie, metody lub czynności niezgodne ze współczesną wiedzą medyczną.

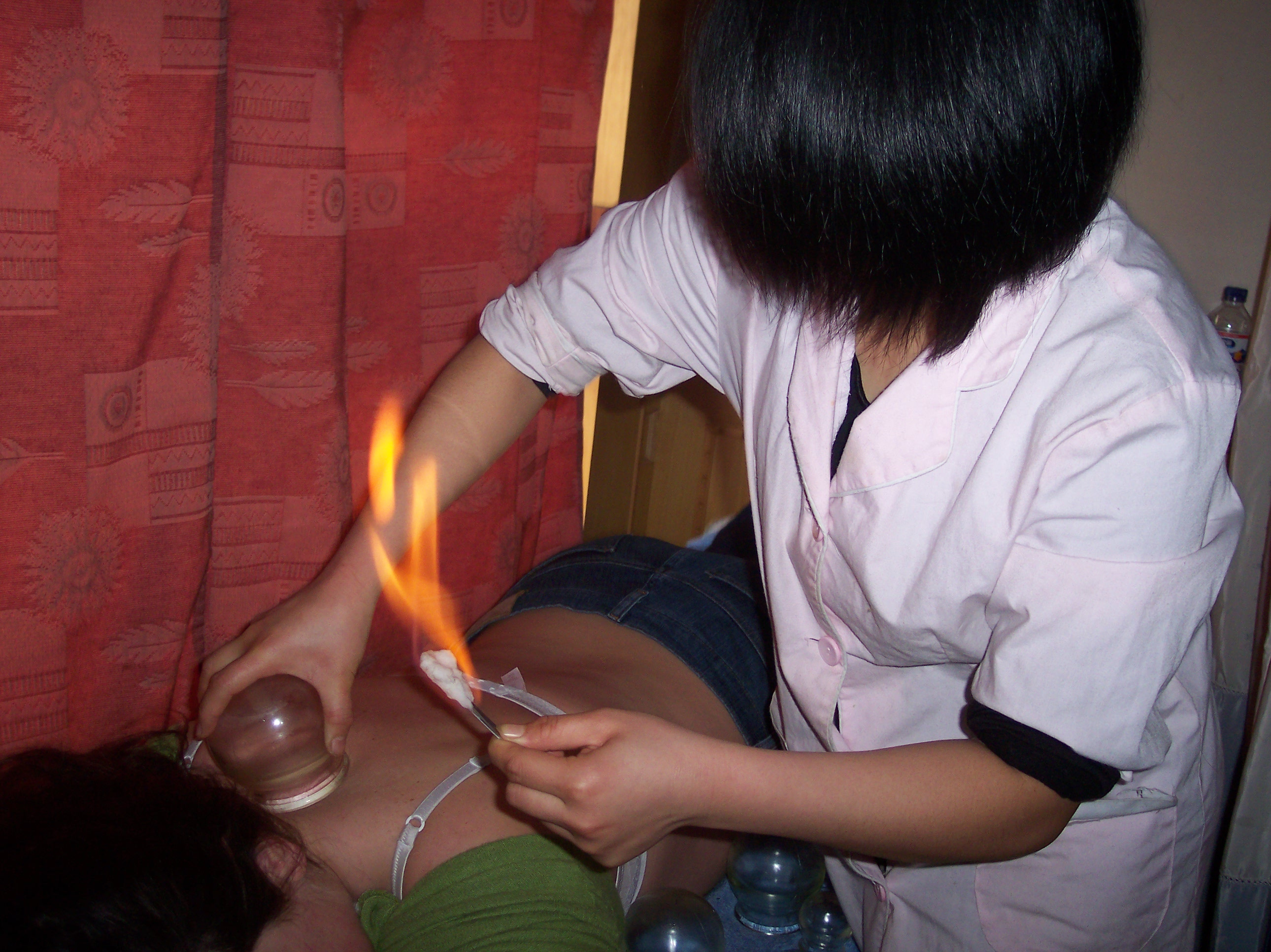
Stawianie baniek

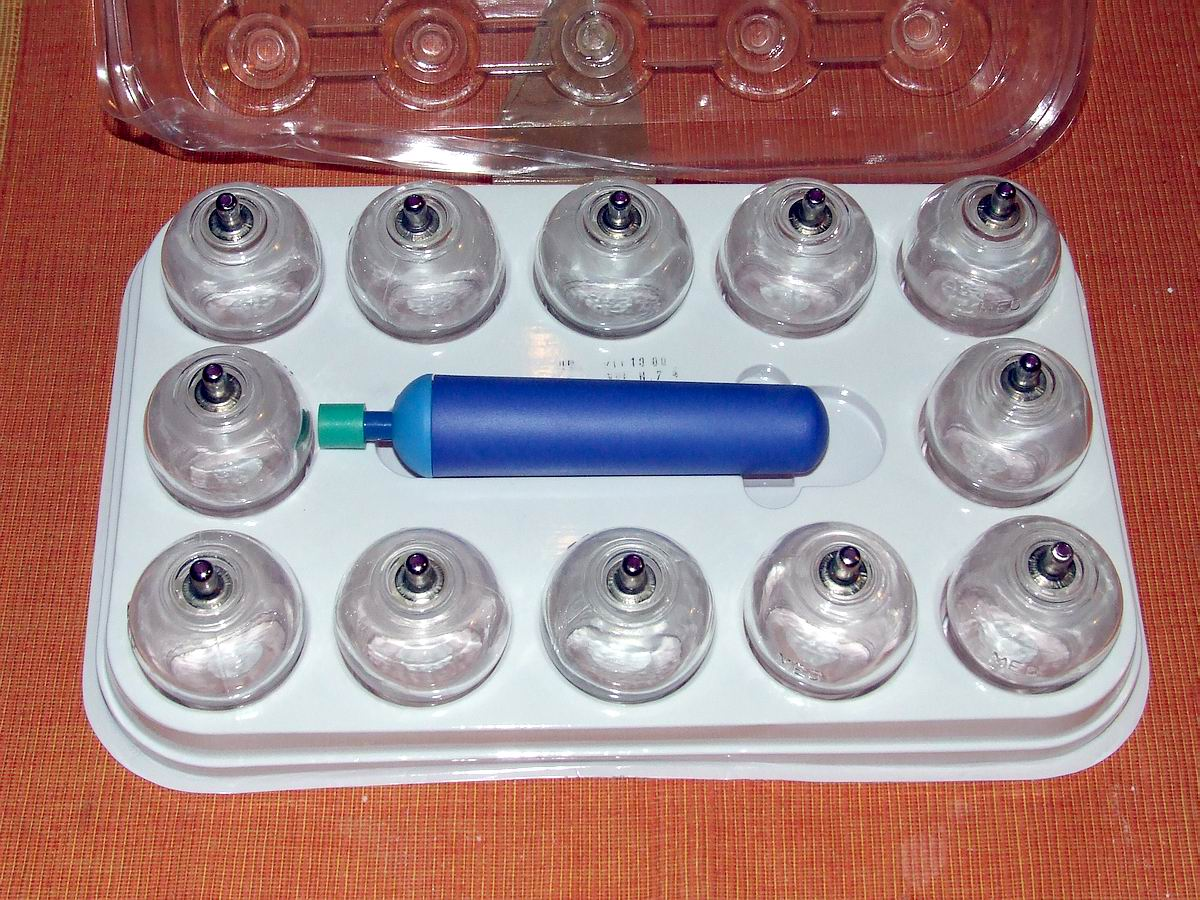
Zestaw do stawiania baniek próżniowych

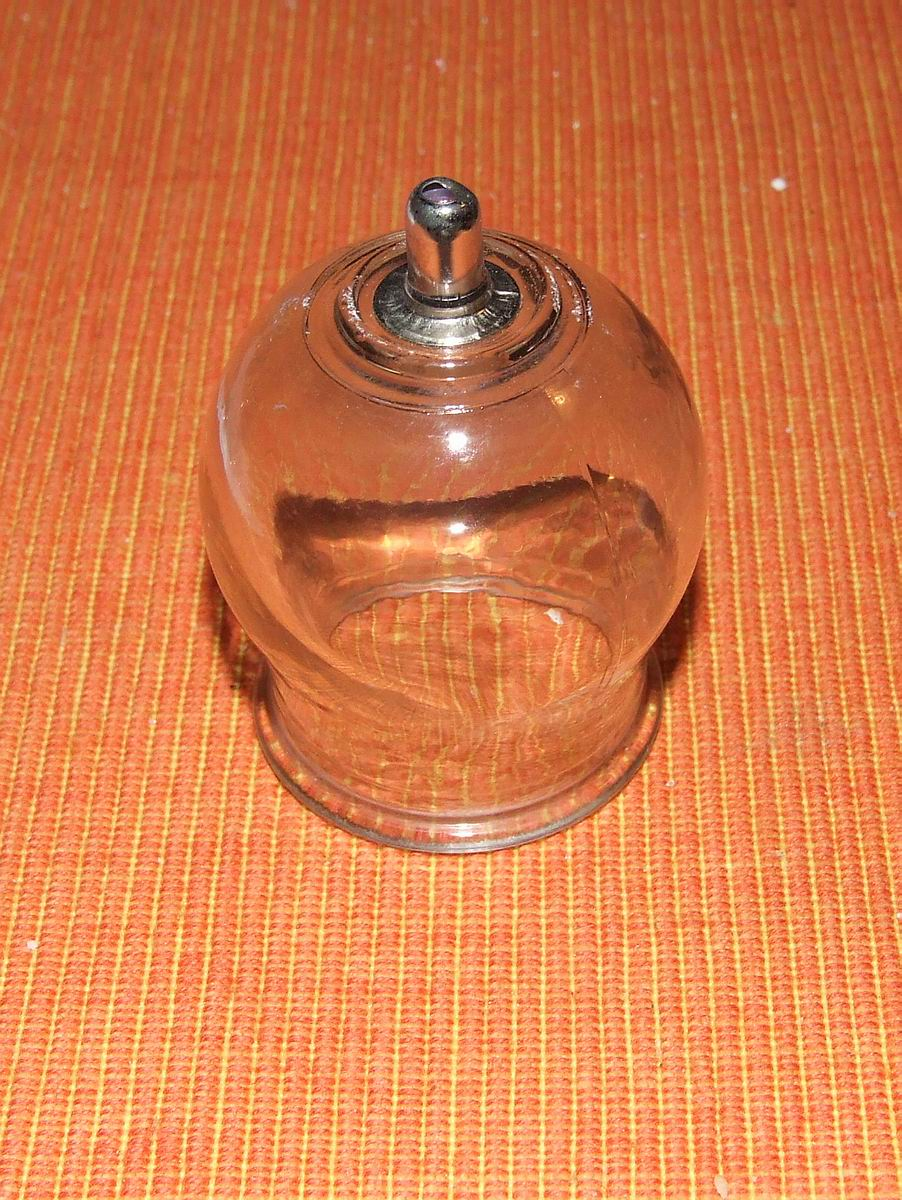
Bańka próżniowa (widoczny zawór)

Stawianie baniek (łac. cucurbitas ponere) – zabieg polegający na przykładaniu do ciała hermetycznych naczyń wypełnionych rozgrzanym powietrzem. 
W trakcie ochładzania się powietrza wewnątrz naczynia powstaje podciśnienie, które działa miejscowo na skórę. Zabieg jest zalecany przez zwolenników medycyny niekonwencjonalnej, pomimo niewykazanej naukowo skuteczności. Zwolennicy tej metody zalecają jej stosowanie w zapaleniach układu oddechowego, przewlekłej niewydolności prawokomorowej serca przebiegającej z obrzękami ogólnoustrojowymi lub nadciśnieniu tętniczym. Nie ma jednak naukowych dowodów na skuteczność jej stosowania dla jakichkolwiek dolegliwości (patrz niżej). Przegląd badań naukowych wskazuje, że obecnie zabieg stawiania baniek charakteryzuje się niższą skutecznością niż placebo (prawdopodobny udział efektu nocebo). Wcześniejsze badania również nie wskazują na to, że stawianie baniek charakteryzuje się rezultatami terapeutycznymi zauważalnie lepszymi niż efekt placebo, notowanych w przypadku innych zabiegów z zakresu pseudomedycyny. Pomimo powszechnego uznania zabiegu stawiania baniek za metodę pseudonaukową jest ona w znacznej mierze popularna za sprawą stosowania jej przez osoby obecne w mediach.
Jest to metoda leczenia wywodząca się z kręgu tradycyjnej medycyny perskiej, ale była stosowana między innymi w tradycyjnej medycynie chińskiej i medycynie ludowej w Europie od III w. p.n.e. do XX w.. Zabieg stawiania baniek nie jest uznawany przez współczesną medycynę, był jednak stosowany oficjalnie jeszcze w XX wieku, do lat 20. na zachodzie Europy oraz do lat 50. na wschodzie Europy. Po tym czasie również zalecany przez lekarzy, np. przez lekarzy z wschodnioeuropejskiej diaspory żydowskiej, jako metoda zalecana przez Majmonidesa. Innym przykładem jest opisana przez Georga Orwella w eseju „How the Poor Die” sytuacja, w której był on świadkiem stosowania zabiegu stawiania baniek w paryskim szpitalu, w 1946 roku.
Pod pojęciem baniek rozumie się nie tylko tradycyjnie używane bańki szklane, ale także inne przedmioty hermetyczne, np. odpowiednio wytrzymałe szklanki. Obecnie są to zazwyczaj produkty fabryczne – szklane naczynia o zaokrąglonych dnach (łatwiejsze mycie) i zaokrąglonych, nieznacznie rozszerzających się płaskich brzegach (dla łatwiejszego oderwania od skóry i jako zabezpieczenie przed wpijaniem się w skórę pacjenta) oraz bańki silikonowe (zimne).

## Skuteczność i domniemany mechanizm działania
Nie ma naukowych dowodów na skuteczność stawiania baniek w leczeniu jakichkolwiek chorób. Znane są natomiast przypadki powikłań po stawianiu baniek, jak np. poparzenia przy „bańkach ogniowych”. Zabieg ten prowadzi do wynaczynienia krwi w powłokach skórnych i powstaniu kontrolowanych podbiegnięć krwawych, poprzez wytworzenie w bańce niewielkiego podciśnienia.
Przeciwni stosowaniu tej metody naukowcy i lekarze, tacy jak Harriet A. Hall, Mark Crislip, Simon Singh, Edzard Ernst czy David Colquhoun, uważają, że ewentualnym mechanizmem korzystnego działania stawiania baniek może być efekt placebo.
Stosowane dawniej bańki cięte (w których bańki były zbiornikami wynaczynionej krwi) były faktycznie formą krwioupustów, do XIX wieku szeroko rozpowszechnionej metody terapeutycznej (mającej za zadanie „odciąganie złej krwi”) zalecanej bez racjonalnego uzasadnienia. Stawianie baniek było uznawane za alternatywny sposób leczenia wobec hirudoterapii (wykorzystanie pijawek lekarskich).

## Zagrożenia
Według NCCIH, rządowej agencji Stanów Zjednoczonych zajmującej się medycyną alternatywną, „Bańki mogą powodować skutki uboczne, takie jak trwałe przebarwienia skóry, blizny, oparzenia i infekcje oraz mogą nasilać egzemę lub łuszczycę”. W 2016 roku Ministerstwo Zdrowia Kambodży ostrzegło, że stawianie baniek może stanowić zagrożenie dla zdrowia i jest szczególnie niebezpieczne dla osób z nadciśnieniem lub problemami z sercem.
Bańki mogą powodować pękanie naczyń włosowatych (małych naczyń krwionośnych) w warstwie brodawkowatej skóry właściwej, powodując pojawienie się wybroczyn i plamicy. Symptomy te są czasami mylone z oznakami znęcania się nad dziećmi (gdy bańki są wykonywane dzieciom).
Zdarzenia niepożądane terapii bańkami można podzielić na miejscowe i ogólnoustrojowe. Miejscowe mogą obejmować tworzenie się blizn, oparzenia, liniowe siniaki lub smugi (bańki cięte), owrzodzenia skóry, niepożądane ciemnienie skóry, zapalenie tkanki podskórnej, rumień, wywołanie objawów Köbnera u osób podatnych z łuszczycą oraz ból w miejscu, w którym przyłożono bańkę. Istnieje teoretyczne ryzyko infekcji, ale nie ma raportów na ten temat.

## Technika i rodzaje zabiegu
Tradycyjne bańki stawia się jednorazowo w liczbie od 20 do 30 sztuk na plecy, boki lub na przednią część klatki piersiowej. Bańki te mogą być bańkami suchymi (łac. cucurbitae siccae) i bańkami ciętymi (obecnie praktycznie niestosowanymi). Bańki suche mogą być bańkami gorącymi (ogniowymi) i bańkami zimnymi.

### Bańki gorące (ogniowe)

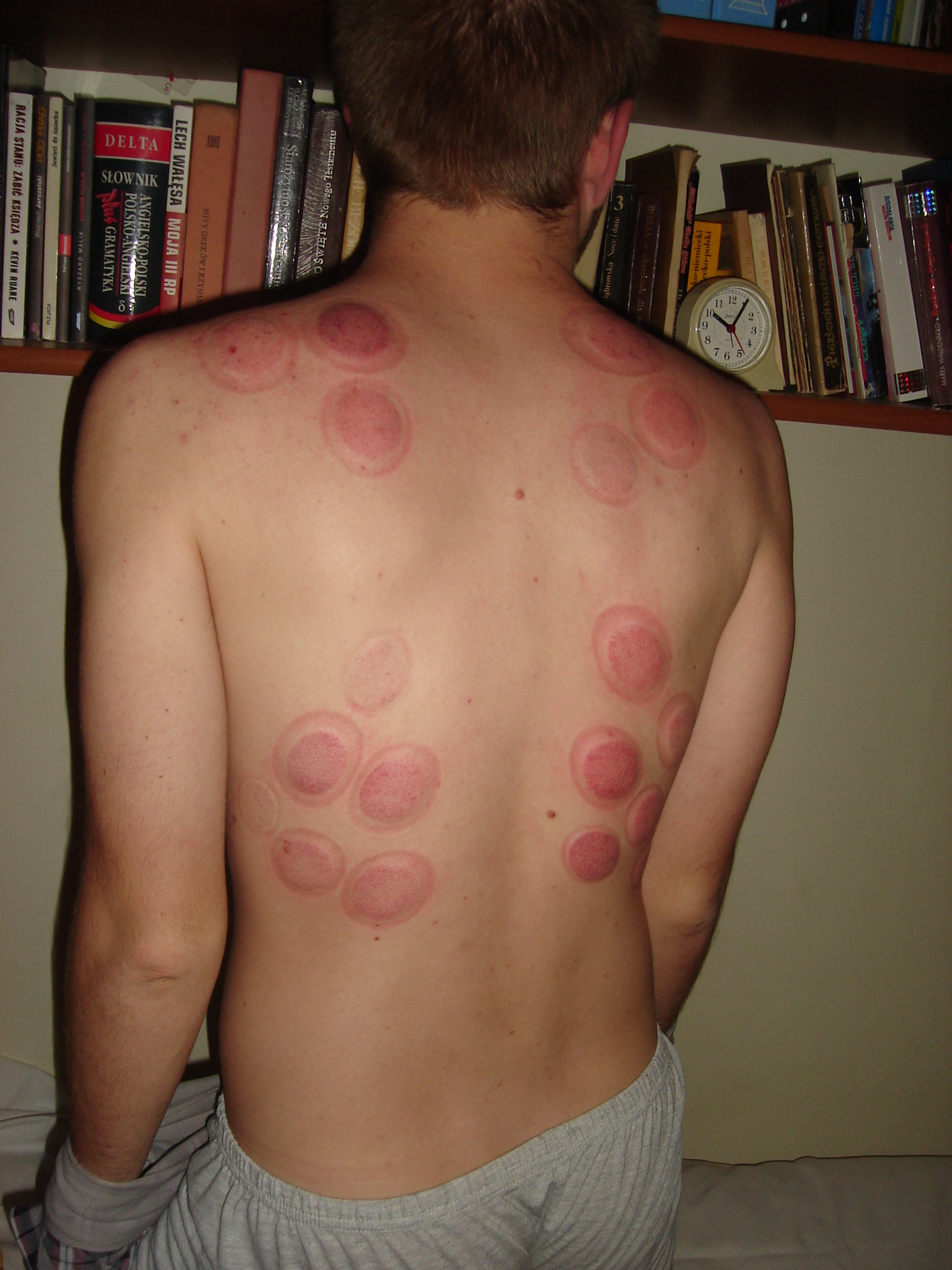
Ślady po bańkach

Bańki gorące uważane są za skuteczniejsze od próżniowych. Aby postawić bańkę należy zwilżyć wodą jej obrzeże, potem nawinięty na patyczek wacik nasączony denaturatem podpala się i ociera dookoła wnętrze bańki. Następnie bańka jest przystawiana do skóry pacjenta (najczęściej plecy) i przytrzymywana aż do zassania. Gorące powietrze we wnętrzu stygnąc, zmniejsza swoją objętość wytwarzając podciśnienie.

### Bańki zimne (próżniowe)
Bańki próżniowe zazwyczaj zaopatrzone są w specjalny zawór, a wytworzenie podciśnienia następuje przez wyssanie powietrza pompką, już po przyłożeniu bańki do skóry pacjenta. Istnieje możliwość stawiania gorących baniek próżniowych – należy je wtedy uprzednio podgrzać (w wodzie, bądź np. suszarką do włosów) do temperatury około 40 °C. W przypadku stawiania baniek próżniowych istnieje możliwość dokładnej kontroli podciśnienia (poprzez skalę manometryczną na pompce). Jest to szczególnie istotne przy aplikacji zabiegu osobom znacznie osłabionym i dzieciom.

Odmianą baniek próżniowych są bańki chińskie. Zbudowane są one z gumy i nie zawierają zaworu. Podciśnienie wytwarzane jest tutaj poprzez naciśnięcie bańki na ciele pacjenta i wywołanie efektu wyssania.

### Bańki cięte
Przed postawieniem baniek ciętych skóra jest płytko nacinana nożykiem (używano także specjalnych przyrządów sprężynowych – „baneczników”, w których zwolnienie sprężyny zwalniało 12–16 nożyków nacinających skórę), dzięki czemu krew jest zasysana do wnętrza stawianej nad nacięciem bańki.

### Masażbańkami
Czasami dla zwiększenia działania stosuje się masaż bańkami polegający na przesuwaniu bańki z zassaną skórą po ciele pacjenta. Można w tym celu używać specjalnej bańki, dużo większej niż typowa.